# Дошка

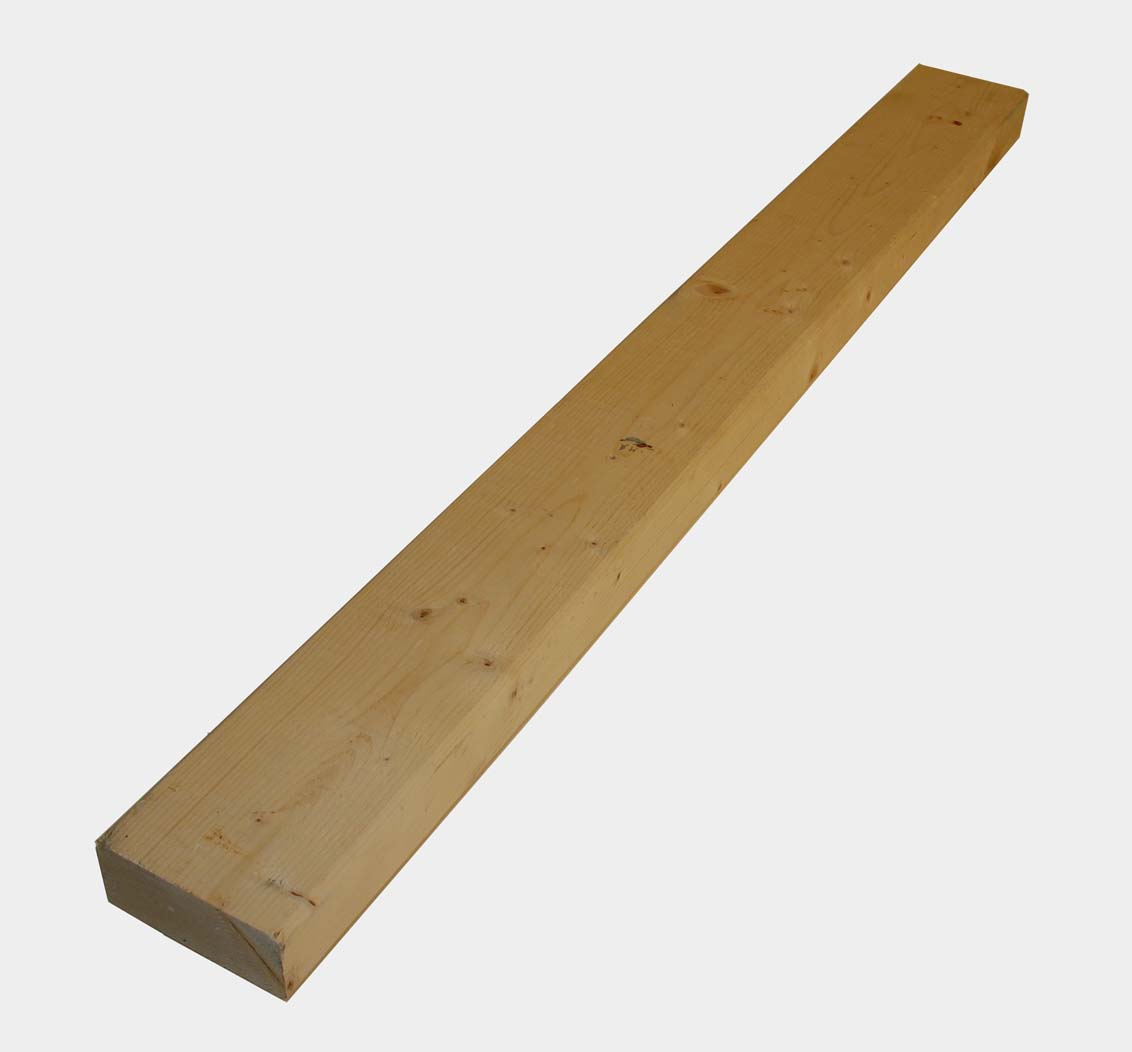
Дошка.

До́шка — пиломатеріал товщиною до 100 мм і шириною більше подвійної товщини. Є дошки товсті і тонкі, обрізні і необрізні. Тонкі мають товщину: 13, 16, 19, 22, 25 і 32 мм, а товсті — 40, 50, 60, 75 і 100 мм. Ширина обрізних дощок 80-250 мм (відповідно до товщини), а довжина 1-6,5 м з градацією через 0,25 м. Дошки виготовляються з колод або брусів. Використовуються в будівництві, в меблевій промисловості, у виробництві тари та ін.

## Елементи
У дошці виділяють такі елементи:
- Крайка — вузька довга сторона;
- Пласть — широка довга сторона;
- Ребро — кут двох суміжних сторін;
- Торець — поверхня на кожному кінці.

Залишок кори на крайці необрізної і півобрізної дошки називають обзелом.

## Види
- Вагонка
- Ворітниця — кожна з дощок у стулці воріт[3].
- Дошка іконна
- Мостина, підлогова дошка — дошка для підлоги.
- Мостинці — дошки, які клали на човни для використовування їх за пором[4].
- Мостовина — дошка для мосту, підлоги чи взагалі дерев'яного настилу[5].
- Помістниця — дошка, яку укладали на дні воза, а також застаріла назва мостини[6].
- Необрізна дошка — дошка з обзелом на обох крайках.
- Обапіл
- Обрізна дошка
- Півобрізна дошка — дошка з обзелом на одній крайці.
- Стелина — дошка для дощатої стелі.
- Тес
- Фрезована дошка — дошка, оброблена фрезуванням, має пази і гребені.
- Шалівка — дошка для покриття стін вертикальними або горизонтальними рядами.
- Шпунтована дошка — різновид фрезованої, має на одній крайці паз, на другій гребінь (шпунт)
- Штахетина — окремий елемент штахет.